# نورینکو سی‌کیو
نورینکو سی‌کیو (به انگلیسی: Norinco CQ) یک تفنگ تهاجمی کالیبر ۵٫۵۶ میلی‌متری است که نوع متفاوت اسلحه ای‌آر-۱۵ ساخت شرکت چینی نورینکو می‌باشد.
این اسلحه در ایران بنام اس-۵٫۵۶ معروف می‌باشد.

## کشورهای استفاده‌کننده
- چین – Used by the سیچوآن Police Department,[۲] چونگ‌کینگ سوات (سلاح‌ها و تاکتیک‌های ویژه).[۳] واحد تکاور پلنگ برفی [۴][۵]
- کامبوج – نوع CQ 311 مورد استفاده ارتش سلطنتی کامبوج به همراه تفنگ M16. CQ 5.56mm نوع A که توسط نیروهای ویژه پارا کماندو 911 استفاده می شود.[۶]
- ایران – ایران یک کپی از CQ را به عنوان S-5.56 تهیه می‌کند که توسط پیاده‌نظام سپاه پاسداران ایران استفاده می‌شود.[نیازمند منبع]
- تایلند – مورد استفاده توسط فرماندهی هوایی و دفاع ساحلی نیروی دریایی سلطنتی تایلند.[۷]
- لیبی – Used by National Liberation Army.[۸]
- مالزی – Used by the RELA Corps Department as a training weapon alongside the ام۱۶. Some rumours state that many ام۱۶ have had the standard forwards grips (old or damaged parts) changed to CQ grips for cost saving purposes.
- پاراگوئه – Norinco CQ-5.56mm Type A که توسط نیروهای ویژه پذیرفته شده است[۹]
- سوریه – Some units of the نیروهای مسلح سوریه have been reported as using the Norinco CQ. Possibly also in service with some government paramilitary formations.[نیازمند منبع]